# Grenze zwischen der Slowakei und der Ukraine

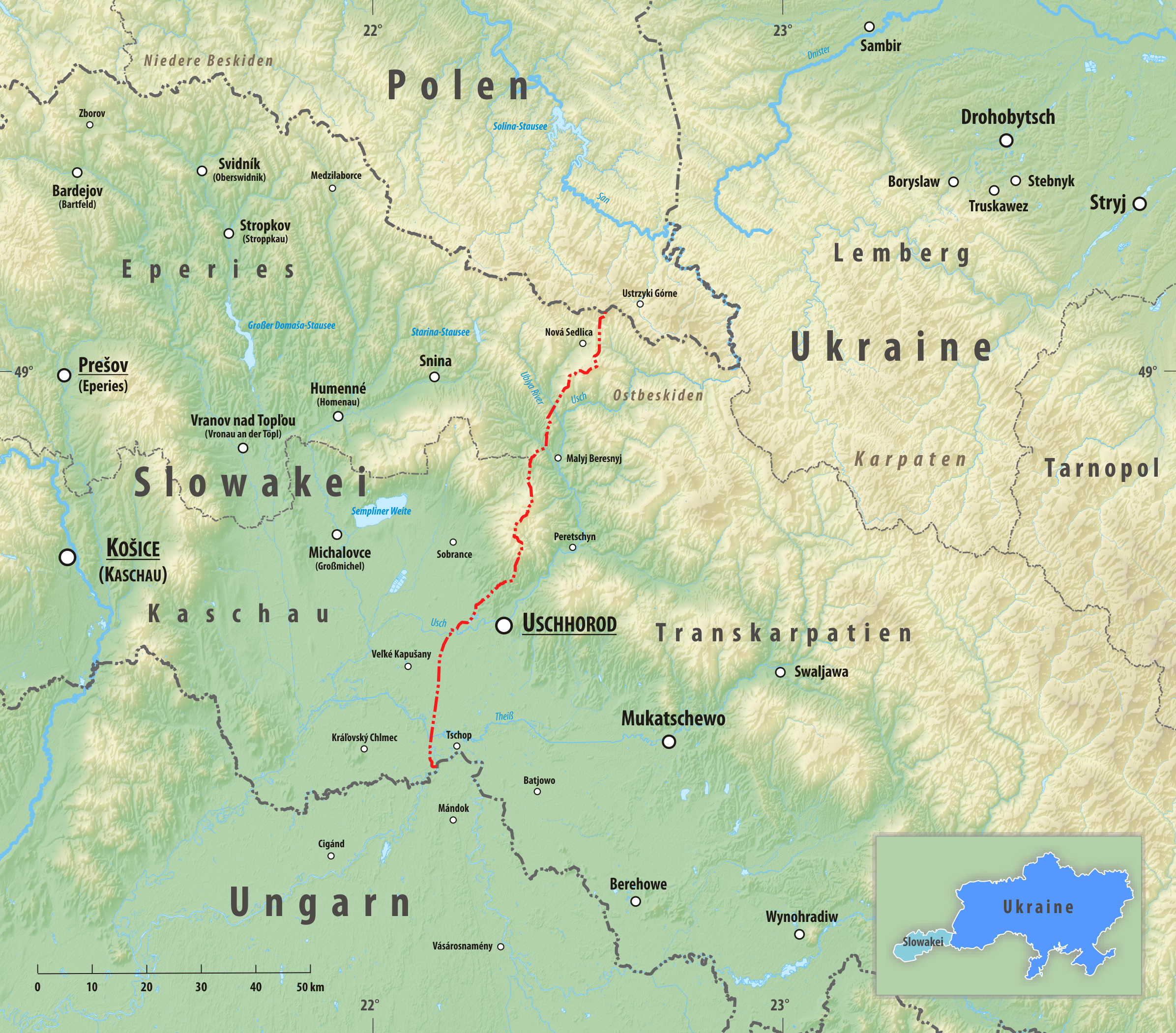
Grenzverlauf Slowakei-Ukraine

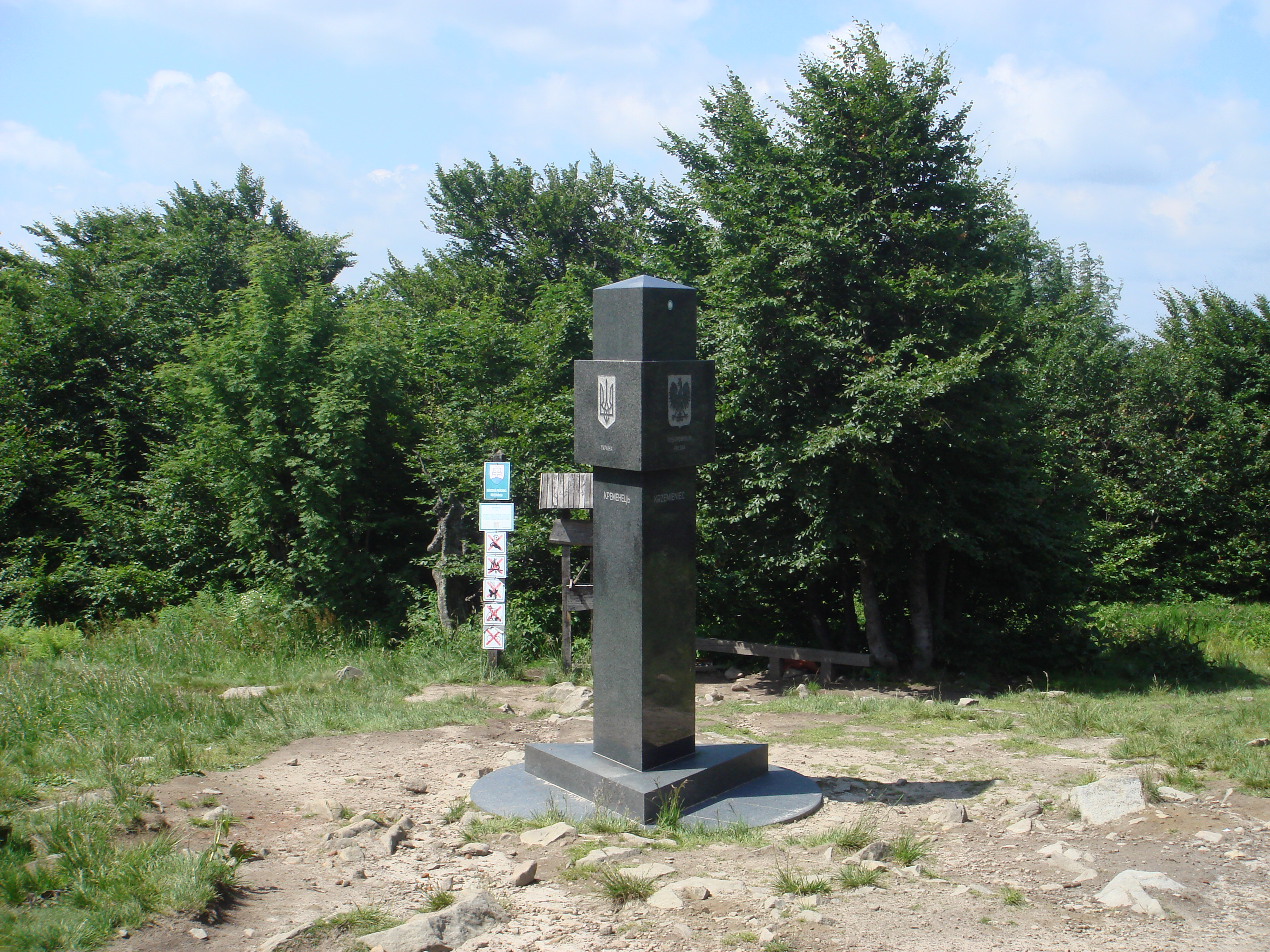
Dreiländereck Polen-Slowakei-Ukraine auf dem Kremenez

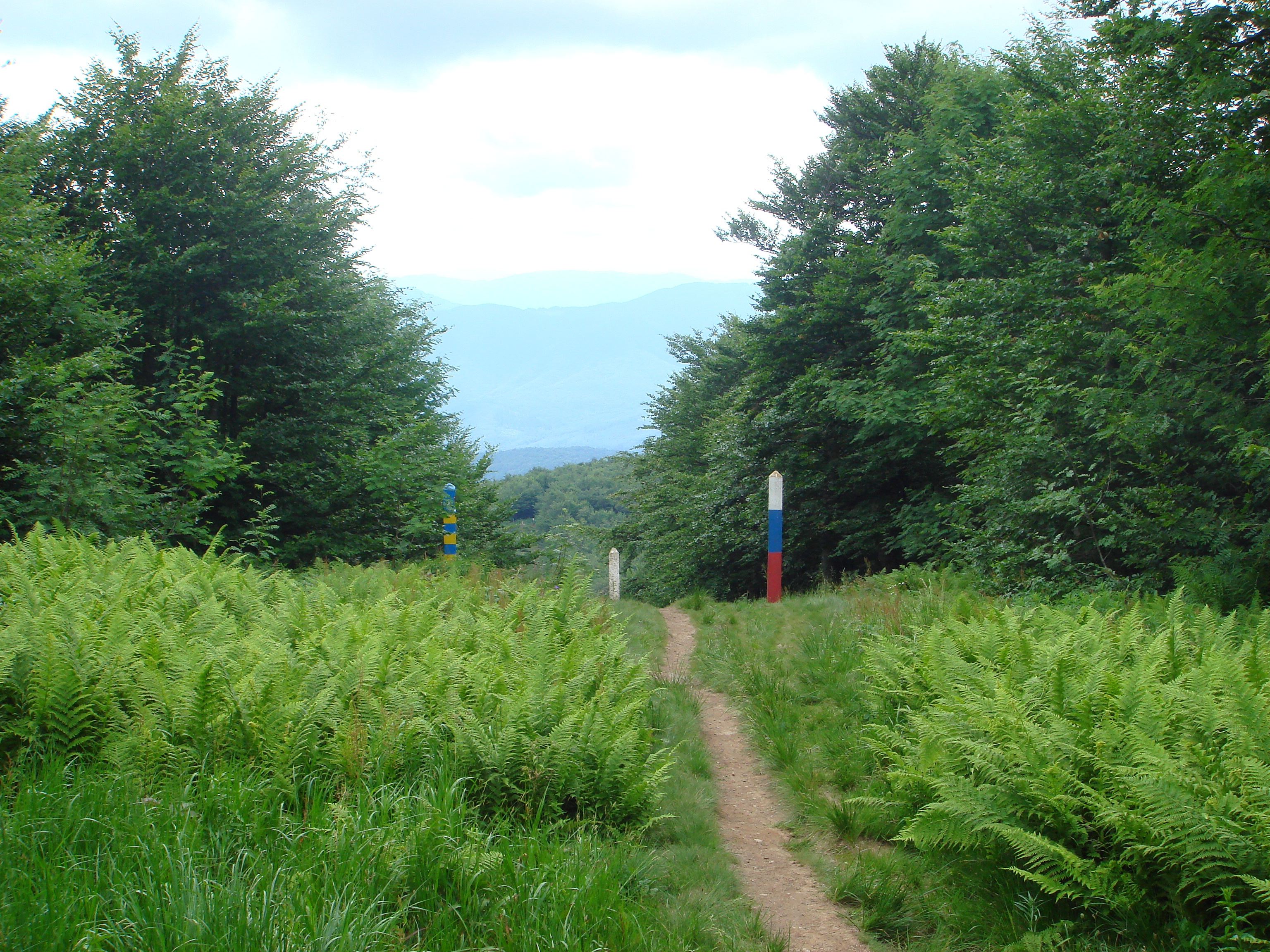
Grenzverlauf in den Karpaten

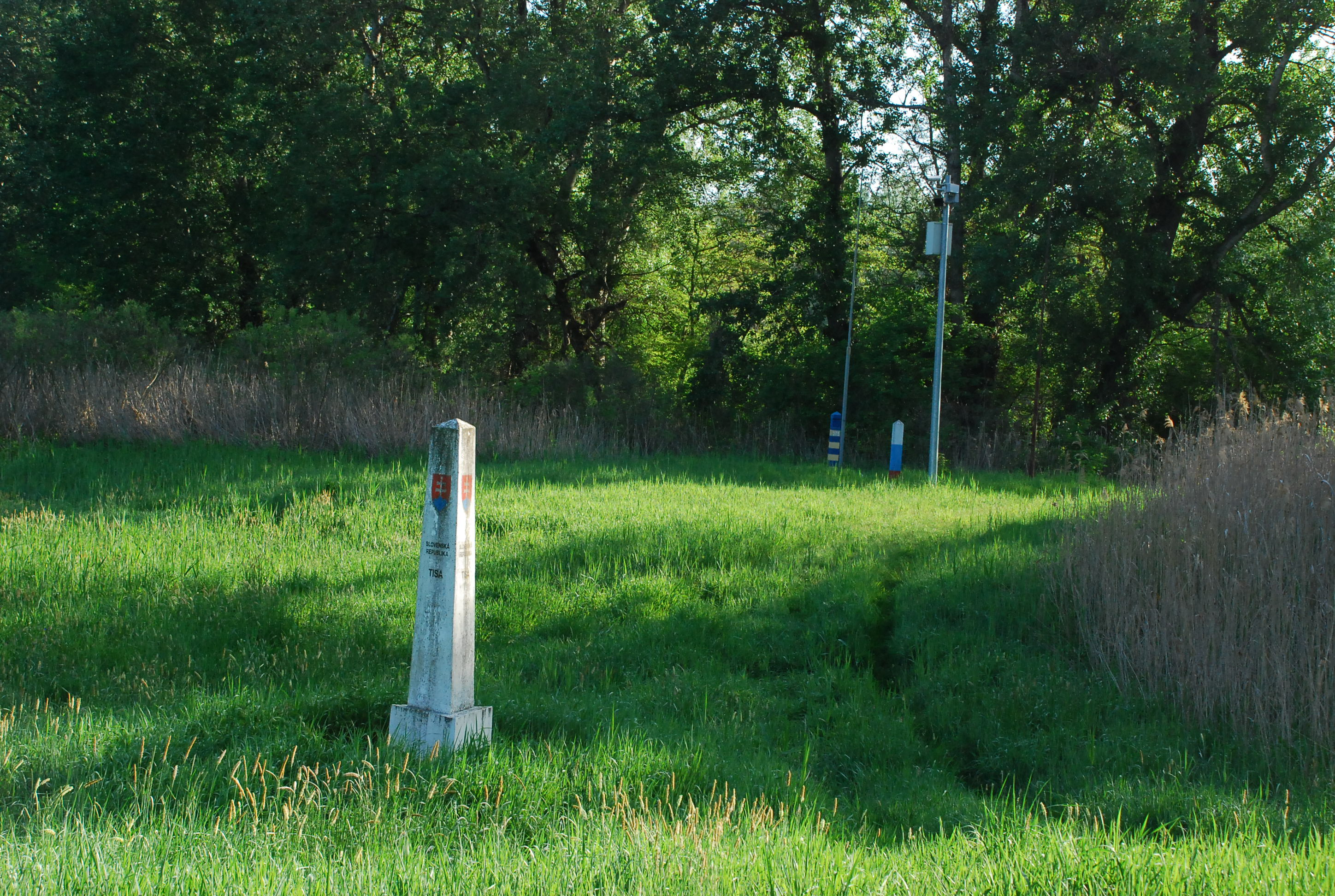
Dreiländereck Slowakei-Ukraine-Ungarn

Karte der Karpatenukraine nach Angliederung an die Tschechoslowakei 1920, nach dem Ersten Wiener Schiedsspruch 1938 und heutiger Grenzverlauf

Die Grenze zwischen der Slowakei und der Ukraine ist eine Landgrenze im Osten Europas. Sie ist ein Teil der Außengrenze der Europäischen Union.

## Verlauf
Die 97 km lange gemeinsame Grenze liegt im Osten der Slowakei und dem Südwesten der Ukraine. Sie trennt die beiden Staaten, beginnend auf dem Berg Kremenez, auf dessen Gipfel sich das Dreiländereck Ukraine-Polen-Slowakei befindet. Sie verläuft durch die Waldkarpaten und dann westlich an Uschhorod (der Hauptstadt der Oblast Transkarpatien) vorbei. Sie endet am Dreiländereck Slowakei-Ungarn-Ukraine; dieses liegt am Fluss Theiß bei der ungarischen Stadt Záhony.

## Gemeinden an der Staatsgrenze (von Nord nach Süd)
| S L O W A K E I     | S L O W A K E I         | S L O W A K E I   | S L O W A K E I  |                                               | U K R A I N E    | U K R A I N E | U K R A I N E | U K R A I N E  |
| Kraj (Region)       | Okres (Bezirk)          | Gemeinde          | Grenz- übertritt | Grenz- übertritt                              | Hromada Gemeinde | Rajon         | Oblast        |                |
| ------------------- | ----------------------- | ----------------- | ---------------- | --------------------------------------------- | ---------------- | ------------- | ------------- | -------------- |
| Polen               |                         |                   |                  |                                               |                  |               |               |                |
| Prešovský (Eperies) | Snina                   | Nová Sedlica      |                  | K a r p a t e n                               |                  | Stawne        | Uschhorod     | Transkarpatien |
| Prešovský (Eperies) | Snina                   | Zboj              |                  | K a r p a t e n                               |                  | Stawne        | Uschhorod     | Transkarpatien |
| Prešovský (Eperies) | Snina                   | Welykyj Beresnyj  |                  | K a r p a t e n                               |                  |               | Uschhorod     | Transkarpatien |
| Prešovský (Eperies) | Snina                   | Uličské Krivé     |                  | K a r p a t e n                               |                  |               | Uschhorod     | Transkarpatien |
| Prešovský (Eperies) | Snina                   | Ulič              |                  | K a r p a t e n                               |                  |               | Uschhorod     | Transkarpatien |
| Prešovský (Eperies) | Snina                   | Ubľa              |                  | K a r p a t e n                               |                  |               | Uschhorod     | Transkarpatien |
| Prešovský (Eperies) | Snina                   | Dubrynytschi      |                  | K a r p a t e n                               |                  |               | Uschhorod     | Transkarpatien |
| Prešovský (Eperies) | Snina                   | Dúbrava           |                  | K a r p a t e n                               |                  |               | Uschhorod     | Transkarpatien |
| Košický (Kaschau)   | Sobrance (Sobranz)      | Ruský Hrabovec    |                  | K a r p a t e n                               |                  |               | Uschhorod     | Transkarpatien |
| Košický (Kaschau)   | Sobrance (Sobranz)      | Inovce            |                  | K a r p a t e n                               |                  |               | Uschhorod     | Transkarpatien |
| Košický (Kaschau)   | Sobrance (Sobranz)      | Beňatina          |                  | K a r p a t e n                               |                  |               | Uschhorod     | Transkarpatien |
| Košický (Kaschau)   | Sobrance (Sobranz)      | Onokiwzi          |                  | K a r p a t e n                               |                  |               | Uschhorod     | Transkarpatien |
| Košický (Kaschau)   | Sobrance (Sobranz)      | Koňuš             |                  | K a r p a t e n                               |                  |               | Uschhorod     | Transkarpatien |
| Košický (Kaschau)   | Sobrance (Sobranz)      | Priekopa          |                  | K a r p a t e n                               |                  |               | Uschhorod     | Transkarpatien |
| Košický (Kaschau)   | Sobrance (Sobranz)      | Porúbka           |                  | K a r p a t e n                               |                  |               | Uschhorod     | Transkarpatien |
| Košický (Kaschau)   | Sobrance (Sobranz)      | Koromľa           |                  | O s t s l o w a k i s c h e s T i e f l a n d |                  |               | Uschhorod     | Transkarpatien |
| Košický (Kaschau)   | Sobrance (Sobranz)      | Petrovce          |                  | O s t s l o w a k i s c h e s T i e f l a n d |                  |               | Uschhorod     | Transkarpatien |
| Košický (Kaschau)   | Sobrance (Sobranz)      | Husák             |                  | O s t s l o w a k i s c h e s T i e f l a n d |                  |               | Uschhorod     | Transkarpatien |
| Košický (Kaschau)   | Sobrance (Sobranz)      | Vyšné Nemecké     |                  | O s t s l o w a k i s c h e s T i e f l a n d |                  |               | Uschhorod     | Transkarpatien |
| Košický (Kaschau)   | Sobrance (Sobranz)      | Uschhorod         |                  | O s t s l o w a k i s c h e s T i e f l a n d |                  |               | Uschhorod     | Transkarpatien |
| Košický (Kaschau)   | Sobrance (Sobranz)      | Záhor             |                  | O s t s l o w a k i s c h e s T i e f l a n d |                  |               | Uschhorod     | Transkarpatien |
| Košický (Kaschau)   | Sobrance (Sobranz)      | Baranynzi         |                  | O s t s l o w a k i s c h e s T i e f l a n d |                  |               | Uschhorod     | Transkarpatien |
| Košický (Kaschau)   | Sobrance (Sobranz)      | Pinkovce          |                  | O s t s l o w a k i s c h e s T i e f l a n d |                  |               | Uschhorod     | Transkarpatien |
| Košický (Kaschau)   | Sobrance (Sobranz)      | Lekárovce         |                  | O s t s l o w a k i s c h e s T i e f l a n d |                  |               | Uschhorod     | Transkarpatien |
| Košický (Kaschau)   | Sobrance (Sobranz)      | Sjurte            |                  | O s t s l o w a k i s c h e s T i e f l a n d |                  |               | Uschhorod     | Transkarpatien |
| Košický (Kaschau)   | Michalovce (Großmichel) | Maťovské Vojkovce |                  | O s t s l o w a k i s c h e s T i e f l a n d |                  |               | Uschhorod     | Transkarpatien |
| Košický (Kaschau)   | Michalovce (Großmichel) | Ruská             |                  | O s t s l o w a k i s c h e s T i e f l a n d |                  |               | Uschhorod     | Transkarpatien |
| Košický (Kaschau)   | Michalovce (Großmichel) | Veľké Slemence    |                  | O s t s l o w a k i s c h e s T i e f l a n d |                  |               | Uschhorod     | Transkarpatien |
| Košický (Kaschau)   | Michalovce (Großmichel) | Ptrukša           |                  | O s t s l o w a k i s c h e s T i e f l a n d |                  |               | Uschhorod     | Transkarpatien |
| Košický (Kaschau)   | Michalovce (Großmichel) | Tschop            |                  | O s t s l o w a k i s c h e s T i e f l a n d |                  |               | Uschhorod     | Transkarpatien |
| Košický (Kaschau)   | Trebišov (Trebischau)   | Čierna            |                  | O s t s l o w a k i s c h e s T i e f l a n d |                  |               | Uschhorod     | Transkarpatien |
| Košický (Kaschau)   | Trebišov (Trebischau)   | Malé Trakany      |                  | O s t s l o w a k i s c h e s T i e f l a n d |                  |               | Uschhorod     | Transkarpatien |
| Ungarn              |                         |                   |                  |                                               |                  |               |               |                |

## Geschichte

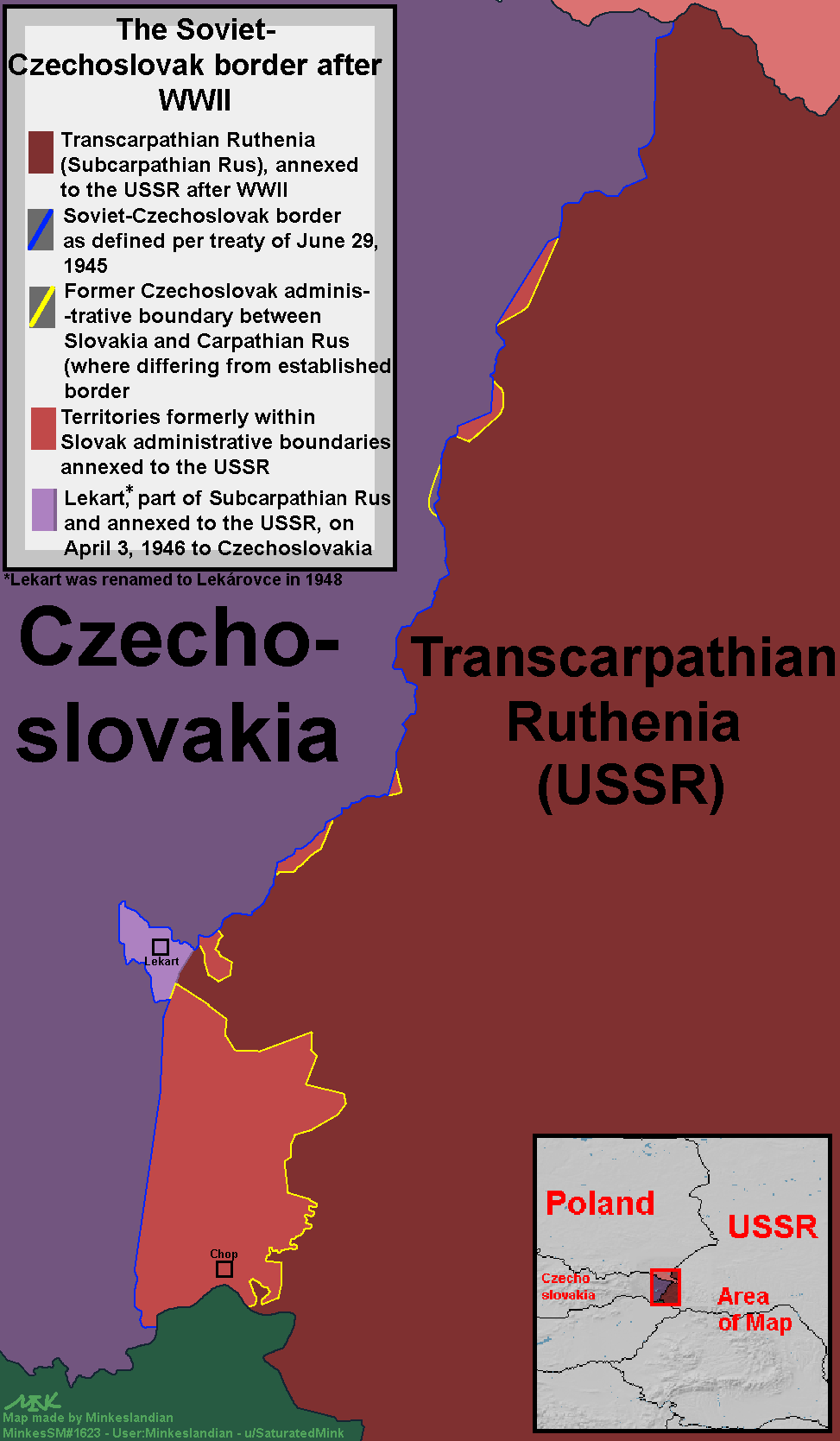
Karte der Grenze zwischen der Tschechoslowakei und der Sowjetunion kurz nach dem Zweiten Weltkrieg

Die Grenze trennte zunächst die Tschechoslowakei und die sowjetische Ukrainische SSR. Sie entstand nach dem Ende des Zweiten Weltkriegs auf der Grundlage eines Vertrags zwischen der Tschechoslowakei und der Sowjetunion vom 29. Juni 1945, als die Tschechoslowakei in den Grenzen aus der Zeit vor dem Münchner Abkommen wiedererstand, mit Ausnahme der Karpatenukraine, die der Sowjetunion zugeschlagen und dort in die Ukrainische SSR eingegliedert wurde. Dabei wurde die vormalige administrative Grenze zwischen der Slowakei und der Karpatenukraine bis auf eine kleine Ausnahme zugunsten der Sowjetunion revidiert, wie bei der Abtretung der vormals slowakischen Stadt Čop und bewirkte u. a. die Teilung des vormals einigen Dorfes Slemence in einen größeren slowakischen Ort (Veľké Slemence) und einen kleineren ukrainischen (Mali Selmenzi/Малі Селменці). Einzig die Gemeinde Lekárt (seit 1948 Lekárovce) kam separat im Jahr 1946 zurück in die Tschechoslowakei. Nach dem Zerfall der Sowjetunion entstand auf der einen Seite der Grenze die nun unabhängige Ukraine und auf der Tschechoslowakischen Seite, nach deren Teilung 1993, der nun eigenständige, unabhängige Staat Slowakei.
Nachdem die Slowakei im Zuge der EU-Osterweiterung am 1. Mai 2004 Mitglied der Europäischen Union wurde, ist die Grenze auch eine Außengrenze der EU.

## Grenzübergänge

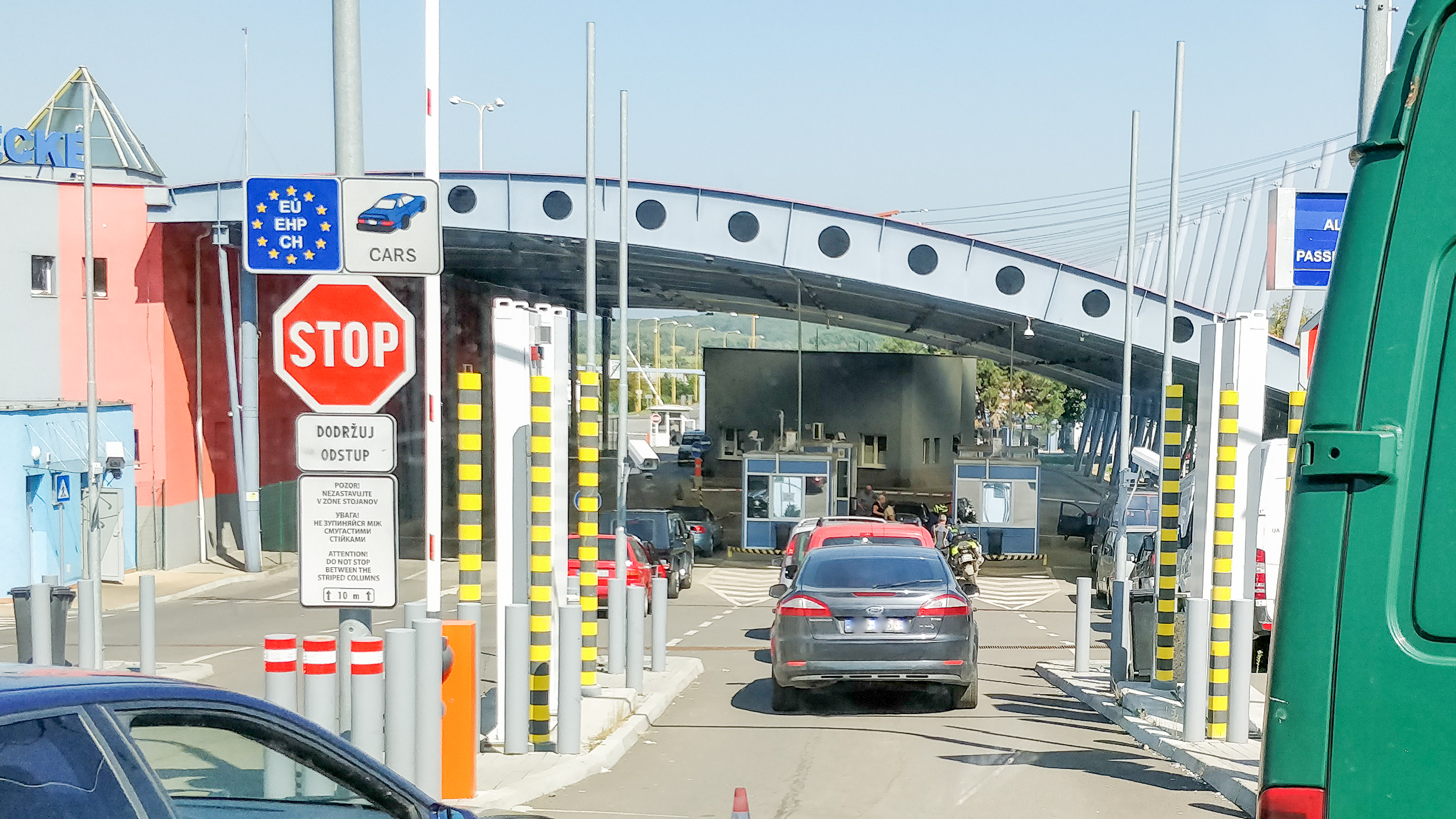
Grenze Uzhhorod-Vyšné Nemecké – slowakische Seite mit Messgeräten für Radioaktivität zwischen den gestreiften Säulen

Die slowakisch-ukrainische Grenze verfügt über fünf Grenzübergänge, darunter zwei Straßenübergänge und zwei Bahnübergänge sowie einen für Fußverkehr. Zuerst wird der Grenzort in der Ukraine und an zweiter Stelle der in der Slowakei genannt:
- Uschhorod–Vyšné Nemecké; Straße
- Malyj Beresnyj (Малий Березний)–Ubľa; Straße
- Uschhorod–Veľké Kapušany; Schienenverkehr, nur Frachtverkehr
- Tschop–Čierna nad Tisou; Schienenverkehr
- Mali Selmenzi (Малі Селменці)–Veľké Slemence; Fuß-/Radverkehr[4]

## Grenzregionen
In der Slowakei liegen folgende Kraj an der Grenze zur Ukraine (von Norden nach Süden):
- Prešovský kraj
  - Okres Snina
- Košický kraj
  - Okres Sobrance
  - Okres Michalovce
  - Okres Trebišov

In der Ukraine liegt folgende Oblast an der Grenze zur Slowakei:
- Oblast Transkarpatien
  - Rajon Uschhorod